# NGC 864
NGC 864 je galaksija u zviježđu Kit.

## Vanjske poveznice
- SEDS: NGC 864